# Estádio Carlos Affini
O Estádio Municipal Carlos Affini é um estádio de futebol localizado na cidade de Paraguaçu Paulista, no estado de São Paulo, pertence à Prefeitura Municipal e tem capacidade para 15.000 (anteriormente 17.102) pessoas. É onde o Paraguaçuense costumava mandar seus jogos.